# IMS Health
Pour les articles homonymes, voir IMS.
IMS Health est une entreprise américaine proposant des études, du conseil et du service pour les industries du médicament et les acteurs de la santé. Selon le classement Vault 2012, IMS Health est la seconde meilleure entreprise de conseil dans le secteur pharmaceutique, entre McKinsey et le Boston Consulting Group. Elle est présente dans 135 pays.
En 2016, IMS Health fusionne avec Quintiles pour devenir Quintiles IMS.

## Histoire
En juin 2014 IMS Health fait une proposition de rachat de plus de 50 % des activités du groupe Cegedim, soit toute la division « CRM et données stratégiques » et la majorité des services informatiques, pour un montant de 385 M€, la transaction a été finalisée le 1er avril 2015.
Le 11 février 2016, IMS Health France annonce le début de négociations avec les syndicats et les IRP pour lancer un PSE comportant plus de 20 % de suppressions d'emplois et un regroupement de ses activités franciliennes sur la Défense. Les syndicats accusent IMS Health de vampiriser sa filiale Française.
En mai 2016, IMS Health et Quintiles Quintiles Transnational annoncent leur fusion, dans une opération d'un montant de 9 milliards de dollars. La nouvelle entité officiellement lancée le 3 octobre 2016 se nomme QuintilesIMS.

## Activité
Pour les laboratoires pharmaceutiques, de santé grand public, de parapharmacie, les principaux domaines d’expertise proposés sont :
- la mesure des marchés, le management du portefeuille produits, notamment pour identifier de nouveaux axes de développement ;
- l’efficacité commerciale et marketing pour optimiser la rentabilité des investissements ;
- le prix et l’accès au marché pour répondre aux attentes des patients, des autorités de santé et des organismes payeurs.